# Steve Rolston
Steve Rolston é um desenhista de histórias em quadrinhos americanas. Ilustrou a série Queen & Country, escrita por Greg Rucka e vencedora do Eisner Award de "Melhor Série Estreante" em 2002.